# Williston
Williston é uma cidade localizada no estado norte-americano de Dacota do Norte, no Condado de Williams.

## Demografia
Segundo o censo norte-americano de 2000, a sua população era de 12.512 habitantes.
Em 2006, foi estimada uma população de 12.303, um decréscimo de 209 (-1.7%).

## Geografia
De acordo com o United States Census Bureau tem uma área de
18,3 km², dos quais 18,1 km² cobertos por terra e 0,2 km² cobertos por água.

## Localidades na vizinhança
O diagrama seguinte representa as localidades num raio de 40 km ao redor de Williston.